# Mallapur, Raichur
Mallapur là một làng thuộc tehsil Raichur, huyện Raichur, bang Karnataka, Ấn Độ.